# داريوس ليونارد
داريوس ليونارد (بالإنجليزية: Darius Leonard)‏ هو لاعب كرة قدم أمريكية أمريكي، ولد في 27 يوليو 1995 في نيكولاس في الولايات المتحدة.

## وصلات خارجية
- داريوس ليونارد على موقع إي إس بي إن.كوم (أن.أف.أل)3
- داريوس ليونارد على موقع مرجع كرة القدم المحترفة.كوم (الإنجليزية)